# Drapeau des Philippines
Le drapeau des Philippines est le drapeau national et le pavillon national de la République des Philippines.

## Description et histoire

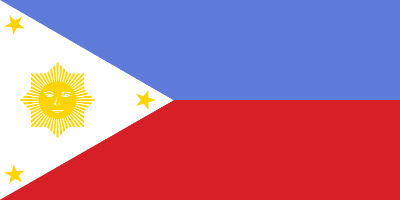
Drapeau original conçu par Emilio Aguinaldo. Le bleu est un peu plus clair que dans la version actuelle. Le soleil a plus de rayons mais a déjà 8 pointes. De plus, il contient un visage.

Il est composé de deux laises horizontales. En haut, la bande bleue symbolise la paix, la vérité et la justice. En bas, la bande rouge symbolise le patriotisme et la bravoure. À la hampe, un triangle équilatéral blanc complète le dessin. Il représente l'égalité et la fraternité. Au centre du triangle, un soleil stylisé d'or à 24 rayons qui représentent les huit premières provinces mises sous la loi martiale par les colonisateurs. Dans chaque coin du triangle, une étoile d'or à cinq branches représentant les trois grands groupes d'îles du pays : Luçon, Visayas et Mindanao.
Le drapeau a été conçu par Emilio Aguinaldo en 1897. Le premier drapeau a été cousu en 1898 à Hong Kong par Marcela Agoncillo, sa fille Lorenza, et Delfina Herbosa de Natividad, la nièce de José Rizal. Aguinaldo hisse le drapeau pour la première fois après la victoire d'Alapan.

## Particularité en temps de guerre

Drapeau en temps de guerre

Le drapeau philippin est l'objet d'un usage unique au monde : en temps de guerre, la règlementation prévoit qu'il doit être hissé inversé, le point de drisse haut en bas et le point de drisse bas en haut de telle sorte que le rouge domine le bleu. Cette disposition est cohérente avec la symbolique des couleurs énoncée ci-dessus. 
Cette particularité fit d'ailleurs l'objet de la publication d'excuses dans un journal local de la part des dirigeants du réseau social Facebook qui avait malencontreusement publié, en 2016, une photo du drapeau dans le sens inversé, signifiant alors (mais par erreur) que le pays était en guerre.